# Roncus pugnax
Espèce
Synonymes
- Obisium pugnax Navás, 1918

Roncus pugnax est une espèce de pseudoscorpions de la famille des Neobisiidae.

## Distribution
Cette espèce se rencontre en Espagne en Aragon, en Catalogne, au Pays valencien et aux îles Baléares et en France en Corse.

## Systématique et taxinomie
Cette espèce a été décrite sous le protonyme Obisium pugnax par Navás en 1918. Elle est placée dans le genre Roncus par Beier en 1939.

## Publication originale
- Navás, 1918 : Algunos Quernetos (Arácnidos) de la provincia de Zaragoza. Boletín de la Sociedad Entomológica de España, vol. 1, p. 83-90, 106-119, 131-136.